# Burgstall Holzberg
Der Burgstall Holzberg ist eine abgegangene mittelalterliche Höhenburg auf 320 m ü. NN im Flurbereich „Burghobel“ etwa 220 Meter nordwestlich der Ziegelei Holzberg bei Holzberg, einem Ortsteil der niederbayerischen Marktgemeinde Hengersberg im Landkreis Deggendorf in Bayern.

## Beschreibung
Die Anlage liegt auf einem Geländesporn unterhalb dessen Haselbach und Raidinger Bach zusammentreffen. Die Anlage ist durch einen flachen muldenartigen Graben nach Osten und Süden vom Hintergelände abgeriegelt. Das Burgplatzplateau liegt ca. 6 m oberhalb der Bachniederung. Es hat die Ausmaße von 45 m Länge und 15 bis 20 m Breite und fällt nach Westen bis zu einem Wasserabsturz leicht ab. Die östliche, bogenförmige Plateaukante wird von einem Schildwall gesäumt, der an der Nord- und Südkante ausläuft. Im Westteil befindet sich eine trichterförmige Eingrabung aus neuerer Zeit. Reste von Mauerwerk liegen nicht vor.